# 赤岡郵便局
赤岡郵便局（あかおかゆうびんきょく）は、高知県香南市赤岡町にある郵便局。民営化前の分類では集配特定郵便局であった（現在は集配機能を廃止）。

## 概要
住所：〒781-5310 高知県香南市赤岡町486番地5

## 沿革
- 1872年9月3日（明治5年8月1日） - 赤岡郵便取扱所として開設[1]。
- 1875年（明治8年）1月1日 - 赤岡郵便局（五等）となる。
- 1876年（明治9年）7月22日 - 移転とともに、岸本郵便局に改称。
- 1879年（明治12年）1月2日 - 移転とともに、赤岡郵便局に改称。
- 1885年（明治18年）7月20日 - 貯金取扱を開始。
- 1886年（明治19年）3月16日 - 郵便為替事務開始[2]。
- 1894年（明治27年）3月16日 - 赤岡郵便電信局となる。
- 1903年（明治36年）4月1日 - 通信官署官制の施行に伴い赤岡郵便局となる。
- 1954年（昭和29年）9月1日 - 電気通信業務の取扱を赤岡電報電話局に移管[3]。
- 1957年（昭和32年）10月1日 - 徳王子簡易郵便局の廃止に伴い、取扱事務を承継。
- 1982年（昭和57年）5月1日 - 和文電報受付および電話通話事務の取扱を開始。
- 2002年（平成14年）7月1日 - 徳王子簡易郵便局[4]および岸本簡易郵便局の一時閉鎖[5]に伴い、取扱事務を承継。
- 2007年（平成19年）10月1日 - 郵政民営化に伴い、併設された郵便事業高知東支店赤岡集配センターに一部業務を移管。
- 2012年（平成24年）10月1日 - 日本郵便株式会社発足に伴い、郵便事業高知東支店赤岡集配センターを赤岡郵便局に統合。
- 2014年（平成26年）1月27日 - 集配業務を野市郵便局に移管、無集配局となる。郵便番号を781-5399から781-5310に変更。

## 取扱内容
- 郵便、印紙、ゆうパック、内容証明
- 貯金、為替、振替、振込、国際送金、国債
- 生命保険、バイク自賠責保険
- 宝くじの販売
- ゆうちょ銀行ATM

## 周辺
- 香南市役所赤岡支所
- 南国警察署香南警察庁舎
- 香南市立赤岡小学校
- 香南市立赤岡中学校
- 高知県立城山高等学校
- 香宗川

## アクセス
- 土佐くろしお鉄道ごめんなはり線あかおか駅から北へ約400m（徒歩約5分）
- 高知東部交通・香南市営バス赤岡南町バス停下車
- 高知自動車道 南国ICから南東へ約15km
- 国道55号沿い
- 駐車場あり：4台